# Seznam osebnosti iz Občine Loški Potok
Seznam osebnosti iz Občine Loški Potok vsebuje osebnosti, ki so se tu rodile, delovale ali umrle.
Občina Loški Potok ima 17 naselij: Črni Potok pri Dragi, Draga, Glažuta, Hrib - Loški Potok, Lazec, Mali Log, Novi Kot, Podplanina, Podpreska, Pungert, Retje, Srednja vas pri Dragi, Srednja vas - Loški Potok, Stari Kot, Šegova vas, Trava in Travnik.

## Znanost in naravoslovje
- Albert Bois de Chesne, gozdarski inženir, trgovec in botanik (1871, Trst – 1953, Trst), po očetu, lesnem trgovcu, je prevzel trgovino in podedoval parno žago na Hribu pri Travniku v Loškem Potoku
- Erik Eiselt, agronom (1900, Podpreska – 1975, Ljubljana)
- Ronald Šega, astronavt, častnik, fizik in univerzitetni profesor (1952, Cleveland, Ohio, Združene države Amerike –), častni občan Občine Loški Potok, njegov rod, s katerim še vedno ohranja stike, izhaja iz okoliških vasi Šegova vas in Travnik
- Jakob Turk, agrokemik, kemijski inženir in strokovnjak za travništvo (1872, Novi Kot – 1935, Ljubljana)
- Zdravko Turk, gozdarski inženir (1904, Novi Kot – 1991, Ljubljana)

## Zdravstvo
- Aleksander Gala, higienik in epidemiolog (1916, Lienz, Avstro-Ogrska – 1987, Logatec), zdravnik v bolnici Ogenca
- Stanislava Rus, infektologinja (1916, Hrib - Loški Potok – 1963, neznano)
- Dušan Stepančič, pedolog in agronom (1921, Hrib - Loški Potok – 2007, Ljubljana)

## Učitelji
- Cirila Bambič, publicistka (1923, Travnik – neznano)
- Antonija Čok, kulturna delavka (1897, Lonjer pri Trstu – 1978, Trst), poučevala v Loškem Potoku
- Pavla Hočevar, urednica, publicistka in družbenopolitična delavka (1889, Dunaj – 1972, Ljubljana), poučevala v Loškem Potoku
- Dušan Lavrič, profesor (1925, Ljubljana – neznano), živel in osnovno šolo obiskoval v Loškem Potoku
- Aleksander Lunaček, strokovni pisec, sadjar in čebelar (1864, Travnik – 1934, Šentrupert)
- Ivana Tanko, muzealka (1950, Ribnica –), poučevala slovenščino in zgodovino v Loškem Potoku
- Janko Trošt, etnograf, topograf, muzealec in lutkar (1894, Razdrto – 1975, Ljubljana), poučeval v Loškem Potoku
- Edo Turnher, kulturni delavec in šahist (1896, Hrib - Loški Potok – 1969, Ljubljana)
- Drago Vončina, publicist, romanist in slavist (1900, Gore – 1980, Ljubljana), poučeval v Loškem Potoku
- Henrik Zdešar (1906, Ljubljana – 1983, Ljubljana), poučeval v Loškem Potoku
- Vita Zupančič, surdopedagoginja (1868, Sela pri Šmarju – 1950, Ljubljana), poučevala v Loškem Potoku

## Pravo in politika
- Rudolf Marn, pravnik, ekonomist in gospodarski pisec (1875, Draga – 1927, Ljubljana)
- Jože Rus, politik in inženir elektrotehnike (1904, Hrib - Loški Potok – 1992, Ljubljana)

## Cerkev
- Jožef Frančišek Buh, misijonar, izseljenski organizator, urednik in nabožni pisatelj (1833, Lučine – 1923, Duluth, Minnesota, Združene države Amerike), služboval kot kaplan v Loškem Potoku
- Dominik Janež (1865, Globel – 1946, Studeno), služboval kot kaplan v Loškem Potoku
- Franc Knavs, misijonar in časnikar (1871, Hrib - Loški Potok – 1946, Ljubljana)
- Frančišek Kramer, generalni vikar, kanonik in politik (1800, Prigorica – 1884, Ljubljana), služboval kot župnik v Loškem Potoku, kjer je prenovil farno in pokopališko cerkev
- Martin Poč, publicist (1841, Semič – 1913, Kamnik), služboval kot župnik v Loškem Potoku
- Simon Robič, prirodoslovec (1824, Kranjska Gora – 1897, Šenturška Gora), služboval kot kaplan v Loškem Potoku

## Umetnost in kultura

### Gledališče, film, televizija in časnikarstvo
- Drago Košmrlj, novinar in radijski komentator (1911, Travnik – 2003, Ljubljana)
- Ciril Rus, publicist (1913, Hrib - Loški Potok – neznano)

### Likovna umetnost
- Milko Bambič, slikar, stripar, karikaturist, likovni kritik, mladinski pisatelj, publicist in izumitelj (1905, Trst – 1991, Trst), njegov rod izhaja iz Loškega Potoka
- Jože Lavrič, akademski kipar, lutkar, soavtor prvega denarja, izdanega med vojno in izdelovalec žigov za zasedanje AVNO-ja (1914, Črni Potok pri Dragi – 1954, neznano)
- Tomaž Lavrič, ilustrator in slikar (1964, Ljubljana –), njegova starša izhajata iz Loškega Potoka